# Shoshoni
Shoshoni é uma cidade  localizada no estado norte-americano de Wyoming, no Condado de Fremont.

## Demografia
Segundo o censo norte-americano de 2000, a sua população era de 635 habitantes.
Em 2006, foi estimada uma população de 668, um aumento de 33 (5.2%).

## Geografia
De acordo com o United States Census Bureau tem uma área de
8,6 km², dos quais 8,6 km² cobertos por terra e 0,0 km² cobertos por água. Shoshoni localiza-se a aproximadamente 1476 m acima do nível do mar.

## Localidades na vizinhança
O diagrama seguinte representa as localidades num raio de 88 km ao redor de Shoshoni.